# Mike Skinner (pilote automobile)
Pour les articles homonymes, voir Mike Skinner et Skinner.
Statistiques en NASCAR Cup Series
Dernière mise à jour : 19 novembre 2012 
Mike Skinner (né le 26 septembre 1957 à Susanville, Californie) est un pilote américain de NASCAR participant à la Sprint Cup Series.
Il est également le pilote de l'émission de télévision The Grand Tour (première saison uniquement).